# Brachyllus frontalis
Brachyllus frontalis är en skalbaggsart som beskrevs av Brenske 1892. Brachyllus frontalis ingår i släktet Brachyllus och familjen Melolonthidae. Inga underarter finns listade.